# Bob Van Der Veken
Bob Van Der Veken (Antwerpen, 26 september 1928 – Kalmthout, 18 februari 2019), voluit Robert Van Der Veken was een Belgische acteur. Hij verwierf bekendheid met de vertolking van het personage van directeur "Thienpondt" in de televisieserie De Collega's.

## Biografie

### Theater
Hoewel Bob Van Der Veken bij het grote publiek bekend werd door zijn televisiewerk, was hij voornamelijk actief in het theater. Jarenlang speelde hij als acteur bij gezelschappen zoals NTGent en Het Zeemanshuis. Daarnaast regisseerde hij talloze theaterstukken voor onder andere Het Fakkeltheater, Het Reizend Volkstheater (RVT), en RWT Deurne. Op 23 december 2006 stond hij voor de laatste keer op de planken, in het stuk The Red Star Line van theater Zeemanshuis. Op zijn 78e, na zestig jaar in het theater, nam hij afscheid van het podium. Hij had een zwakke hoge stem, wat hem volgens de media weerhield van de top in de theater- en filmwereld.

### Televisie
Bob Van Der Veken maakte zijn televisiedebuut in 1956, en speelde in 2013 zijn laatste rol in de Vlaamse soap Familie. In 1992 regisseerde hij de sitcomserie Caravans, naar een scenario van Jan Matterne. 
Zijn bekendste rol is die van directeur Paul Thienpondt in de Vlaamse komische reeks De Collega's. Directeur Thienpondt (soms ook geschreven als Tienpondt) is in de reeks een humoristisch doch gezaghebbend figuur met een zware Antwerpse tongval, die voortdurend sigaren rookt. Het personage bekleedde de hoogste functie op een afdeling van een niet nader genoemd ministerie, en de acteur stond bijgevolg aan het hoofd van bijna alle acteurs die deel uitmaakten van het Mechels Miniatuur Theater. De Collega's had elke week, 37 afleveringen lang, anderhalf tot twee miljoen kijkers in Vlaanderen. De herkenbaarheid van zijn personage was groot.
Na het succes van de televisiereeks verscheen in 1988 de langspeelfilm De kollega's maken de brug, waarin Van Der Veken opnieuw in de rol kroop van directeur Paul Thienpondt. Dit gebeurde een laatste maal voor televisie in 1995 in de Vlaamse reeks F.C. De Kampioenen, in de aflevering Bij Xavier (S6A7).  
Daarnaast speelde hij tal van gast- en bijrollen op televisie en in films. Zo speelde hij in 2002 in F.C. De Kampioenen in de aflevering Het Knekelveld (S13A1) de rol van Meester Firmin, die samen met Fernand Costermans een grap uithaalt met de Kampioenen. 

## Filmografie

### Theater
- NTGent
- Het Zeemanshuis

### Series
- 1966: Jeroom en Benzamien - als Jean Rosseels
- A Three-Day Weekend
- 1978-1981: De Collega's - als directeur Paul Thienpondt
- Lili en Marleen - als meneer Joost
- De Kotmadam - als Hubert
- 1993: Bex & Blanche - als commissaris
- 1995: F.C. De Kampioenen, aflevering S6A7 "Bij Xavier" - als directeur Paul Thienpondt
- 1996: U beslist - als Opa
- 1996-2001: Wittekerke - als onderzoeksrechter
- 1998: Alle maten - als aanbidder
- 1998: Deman - als Jacques Demeester sr.
- 1999: Liefde & geluk als - meneer Vervoort
- 1999-2002: Wittekerke - als de commandant De Winter (en voormalige onderzoeksrechter)
- 1999-2009: 2 Straten verder - als man in rolstoel
- 2001: Liefde & geluk - als Meneer Vervoort
- 2002: F.C. De Kampioenen, aflevering S13A1 "Het knekelveld" - als meester Firmin
- 2002: Spoed - als Jozef Sirou
- 2004: Het eiland - als Julien Boeckx, schoonvader van Michel
- 2005: De Wet volgens Milo - als rechter
- 2006: Lili & Marleen - als meneer Joost
- 2006-2008: Mega Mindy - als Baron Bernard van Wezemael
- 2008: Matroesjka's - als Kamiel Van Os
- 2013: Familie - als Gérard[3]

### Films
- 1956: Roofridder kanibabilis - als Faktotum
- 1957: De schone slaapster - als Jacques D'Herrault
- 1974: Golden Ophelia - als Felix Bollen
- 1980: De Witte van Sichem van Robbe De Hert - als caféganger Mon
- 1988: De kollega's maken de brug - als Paul Tienpondt
- 1992: De sikh-story - als Politiecomissaris
- 2003: Pista! - als Bompa

### Programma's
- 2018: Van Gils & gasten - als gast (Hierin voorspelde hij dat de film "De Collega's 2.0" geen succes zal hebben; wat ook het geval was)

### Humoristisch
- 1998: Alle maten - Aanbidder
- 2006: Grappa - als opa

## Privé
Van Der Veken was sinds 1951 getrouwd met actrice Mariette Van Arkkels. Samen hebben ze twee kinderen. Hij overleed in 2019 te Kalmthout op 90-jarige leeftijd.